# John Stone Stone
John Stone Stone (24 de septiembre de 1869 - 20 de mayo de 1943) fue un matemático, físico e inventor estadounidense. Inicialmente trabajó en la investigación telefónica, seguido de un trabajo influyente en el desarrollo de tecnología temprana de la radio, donde fue especialmente conocido por las mejoras en la sintonización. A pesar de sus diseños a menudo avanzados, su compañía, la Stone Telegraph and Telephone Company fracasó en 1908, y Stone pasó el resto de su carrera como consultor de ingeniería.

## Biografía

### Primeros años
Stone nació en el pueblo de Dover (actualmente Manakin), en el Condado de Goochland, Virginia. Era hijo de Charles Pomeroy Stone, un general e ingeniero de la Unión Civil de Estados Unidos, y de Annie Jeannie [Stone] Stone. Desde 1870 hasta 1883, el General Stone ocupó el cargo de Jefe de personal del jedive de Egipto y, mientras crecía en El Cairo, Stone aprendió a hablar el árabe, el francés, el alemán y el español, además del inglés. Su padre lo tuteló en matemáticas, y después del regreso de la familia a los Estados Unidos, asistió a la Escuela Preparatoria de Columbia en la ciudad de Nueva York, después de lo cual estudió ingeniería civil durante dos años en la Escuela de Minas de la Universidad de Columbia, seguidos de dos años en la Universidad Johns Hopkins, donde estudió matemáticas, física y electricidad teórica y aplicada.

### Trabajo telefónico
Después de completar su educación, en 1890 comenzó a trabajar en la American Bell Telephone Co. en Boston, Massachusetts, en el departamento experimental de su Laboratorio de Investigación y Desarrollo. Mientras estaba allí, aprovechando el trabajo de Oliver Heaviside, hizo un análisis matemático riguroso del desarrollo de la compañía de un enlace telefónico de larga distancia entre Nueva York y Chicago. Su trabajo posterior involucró la resonancia eléctrica, que inicialmente investigó para su uso potencial en una central telefónica automática. En 1892, intentó transmitir audio de forma inalámbrica utilizando "transmisiones de alta frecuencia". Este esfuerzo no tuvo éxito, pero el trabajo resultó aplicable al desarrollo de transmisiones "inalámbricas alámbricas" (también conocidas como "corrientes portadoras") a través de líneas telefónicas, aunque más tarde se determinó que su solicitud de patente había sido anticipada por el comandante George O. Squier. En 1893 desarrolló un sistema de "batería común" para uso del teléfono, que proporcionaba desde una ubicación central, la corriente eléctrica necesaria para operar los teléfonos de los suscriptores. Desde 1896 hasta 1906, también impartió un breve curso anual de instrucción sobre la resonancia eléctrica en el MIT para los alumnos de física e ingeniería eléctrica.

### Desarrollo de la radio
Stone renunció en 1899 a su cargo en la compañía telefónica y comenzó a trabajar en Boston como ingeniero consultor independiente, aunque también fue contratado por su antiguo empleador como "Consultor y Experto en causas de patentes". Su primer cliente fue Herman W. Ladd, quien intentaba perfeccionar su sistema "Telelocograph" para usar las señales de radio como "faros inalámbricos" y para localizar la dirección de la navegación. El enfoque de Ladd resultó ser poco práctico, pero el trabajo le dio a Stone una idea de las dificultades a las que se enfrentaba la tecnología embrionaria de la señalización radiotelegráfica, y reconoció que su trabajo anterior sobre circuitos resonantes en líneas telefónicas se podía aplicar para mejorar los diseños de transmisores y receptores de radio. Además, a diferencia de la mayoría de los otros primeros experimentadores de radio, Stone tenía los conocimientos matemáticos necesarios para analizar completamente los circuitos eléctricos.

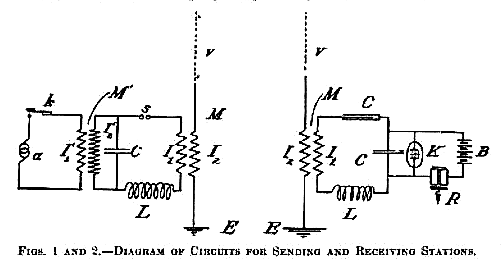
Esquema de un sintonizador de cuatro circuitos (1903)

A finales de 1900, Stone inició una Sociedad de Telegrafía Inalámbrica en Boston, con una financiación inicial de 10.000 dólares, para realizar un trabajo experimental en el diseño de un sistema comercial. Utilizó su conocimiento de la resonancia eléctrica para desarrollar un enfoque de "alta selectividad" para reducir la cantidad de interferencia causada por la estática y las señales de otras estaciones. Comenzando con los transformadores eléctricos de núcleo abierto de tipo Tesla, desarrolló un "sistema selectivo de cuatro circuitos ajustable" que empleaba un "acoplamiento libre" para ayudar a asegurar que el transmisor y el receptor funcionaran en una sola frecuencia común (en algunos casos, se agregó un circuito adicional de "eliminación" intermedia, para obtener una selectividad adicional; en contraste, los transmisores operados por la mayoría de las otras compañías empleaban un "acoplamiento aproximado" que producía señales en dos frecuencias separadas). También tuvo especial cuidado en analizar matemáticamente los diseños de transmisores y receptores para aumentar la eficiencia y reducir las pérdidas. A principios de 1900, solicitó una patente de EE. UU. para su sistema de ajustable, que se dividió en tres patentes que se emitieron en 1901 y 1902.
A mediados de 1902, se formó la Stone Telegraph and Telephone Company, también con sede en Boston, para comenzar las operaciones comerciales. Stone actuó como ingeniero jefe, y se construyeron dos estaciones separadas por dieciséis kilómetros (diez millas) en Cambridge y Lynn, Massachusetts. A partir de 1905, se instalaron estaciones de radiotelegrafía de demostración, utilizando transmisores de chispa y detectores electrolíticos, para su evaluación por la Marina de los Estados Unidos. A finales de 1906, el gobierno había comprado equipos para cinco naves y tres instalaciones terrestres.
El primer enlace comercial de radiotelegrafía de la compañía fue entre la Isla de Shoals y Portsmouth, Nuevo Hampshire, que operó durante el verano de 1905, reemplazando un cable telegráfico averiado de la Western Union. En 1907, Stone fundó y fue presidente de la Sociedad de Ingenieros de Telegrafía sin Hilos, que se creó como un recurso educativo para los empleados de su empresa (esta organización se fusionaría con el "Instituto Inalámbrico" con sede en Nueva York en 1912, creando el Institute of Radio Engineers). En 1906, la compañía probó un "buscador de dirección" de a bordo diseñado por Stone, que aunque bastante preciso, resultó poco práctico, ya que requería que todo el barco girara para tomar lecturas.
Stone, que operaba como una pequeña empresa independiente, descubrió que no podía mantenerse al día con los avances en la industria, y en 1908 su compañía suspendió sus operaciones y se declaró en quiebra. Sus activos, incluida su valiosa cartera de patentes, se vendieron a la Lee DeForest's Radio Telephone Company, por 10.000 dólares en efectivo y 300.000 en inventario.
A principios de 1911, se mudó a la ciudad de Nueva York, una vez más trabajando como consultor. También ganó prominencia como experto independiente, testificando en numerosos casos de patentes de radio. En 1912, actuó como intermediario, propiciando acuerdos para que Lee DeForest demostrara una versión anterior de su tubo de vacío audión de tres electrodos a los ingenieros de AT&T, quienes rediseñaron el dispositivo para convertirlo en un amplificador capaz de establecer el servicio telefónico transcontinental. En 1914-1915 Stone sirvió como presidente del Instituto de Ingenieros de Radio.

### Vida posterior
En 1919 se mudó permanentemente a San Diego, California, donde residía su madre enferma. Aquí se convirtió en "un gran asociado del Departamento de Desarrollo e Investigación de la American Telephone and Telegraph Company" hasta su jubilación en 1934.
Una vez casado y divorciado, Stone murió en San Diego, California el 20 de mayo de 1943 y fue enterrado en el cementerio Hope, junto a su madre Jeanne Stone y su hermana Egypta Stone Wilson. Poco después de su muerte, el Tribunal Supremo de los EE. UU. confirmó una decisión del Tribunal de Reclamaciones de 1935, que dictaminó que su patente de sintonía de 1900 tenía prioridad sobre la contraparte estadounidense (763.772) de los "cuatro sietes" de Marconi.

## Legado
Stone registró aproximadamente 120 patentes en los Estados Unidos y un número similar en otros países, cubriendo dispositivos de telégrafo y teléfono y tecnología de radio. Ganó la Medalla Edward Longstreth del Instituto Franklin en 1913. También fue galardonado con la Medalla de Honor del Instituto de Ingenieros de Radio en 1923, "Por sus valiosas contribuciones pioneras al arte de la radio", y en la ceremonia de presentación, Frederick A. Kolster reconoció sus contribuciones con las palabras siguientes: "Ningún hombre ha contribuido más al avance de la ciencia de la radio de lo que lo que ha hecho John Stone Stone, y ningún hombre tiene más derecho a la apreciación plena y agradecida de todo el mundo de radio".

## Otras actividades
Entre sus actividades políticas y de otro tipo, fue miembro del Consejo de Administración de la American Defense Society; miembro de la Academia Estadounidense de las Artes y las Ciencias; miembro de la Asociación Estadounidense para el Avance de la Ciencia; expresidente y vicepresidente de la Sociedad de Ingenieros de Telegrafía sin Hilos; vicepresidente de la Wireless Telegraph Association of America; miembro de la American Electrochemical Society; Asociado del Instituto Americano de Ingenieros Eléctricos; miembro de la Sociedad de Artes del Instituto de Tecnología de Massachusetts; miembro del Club de Matemáticas y Física; miembro de la Fraternidad Alpha Delta Phi; miembro de la Asociación de antiguos alumnos de la Johns Hopkins de Nueva Inglaterra; y miembro hereditario del Aztec Club de 1847.
También fue miembro de los clubes St. Botolph, Technology y Papyrus de Boston, del National Arts Club de Nueva York, del Army and Navy Club y del Cosmos Club de Washington D. C.

## Publicaciones
- Stone, J. S., "The Practical Aspects Of The Propagation Of High-frequency Electric Waves Along Wires". Journal of the Franklin Institute. Vol. ClXXIV October, 1912 No. 4. Page 353.
- Stone, J. S., "Theory of Wireless Telegraphy". Transactions of the 1904 Saint Louis International Electrical Congress, Volume III, pages 555-577.
- Stone, J. S., "Maximum Current In The Secondary of a Transformer. Society of Wireless Telegraph Engineers held at Boston, Mass.[14]
- Stone, J. S., "Interference In Wireless Telegraphy".[15]
- Stone, J. S., "The Practical Aspects of the Propagation of High Frequency Waves Along Wires".
- Stone, J. S., "The Periodicities and Damping Coefficients of Coupled Oscillators". Read before Soc. of Wireless Tel. Engrs. 2000 w. Elec Rev & W Elect'n—Dec. 3, 1910. No. 19098. (ed., Deduces expressions for the damping coefficients and periodicities of two coupled oscillators which will yield correct results in all practical cases.)
- Stone, J. S., "Notes on the Oscillation Transformer". 1000 w. Elec Wld—Jan. 19, 1911. No. 20296.  (ed., Mathematical determination of the constants of oscillation transformers used in wireless telegraphy.)
- Stone, J. S., "The Resistance of the Spark and Its Effect on the Oscillations of Electrical Oscillators". Proceedings of the Institute of Radio Engineers, Volume 2 By Institute of Radio Engineers. (ed., Abstract of paper read before the Inst. of Radio Engrs.)
- Stone, J. S., "An Expert's Advice". Electrician and mechanic. (1912). Boston, Mass: Sampson Pub. Co.

## Patentes
| PATENTES |
| - Patente USPTO n.º 0469475 - Cable eléctrico (1892) - Patente USPTO n.º 0487102 - Desarrollo y distribución de electricidad (1892) - Patente USPTO n.º 0577214 - Circuito eléctrico resonante (1897) - Stone, M S, Electric Circuit , patente de EE. UU. 0 578 275, presentada el 10 de septiembre de 1896, expedida el 2 de marzo de 1897. - Patente USPTO n.º 0623579 - Electroimán diferencial (1899) - Patente USPTO n.º 0714756 - Método de señalización eléctrica selectiva (1902) - Patente USPTO n.º 0714831 - Aparato para señalización selectiva (1902) - Patente USPTO n.º 0714832 - Aparato para amplificar ondas de señales electromagnéticas (1902) - Patente USPTO n.º 0714833 - Aparato para amplificar ondas de señales electromagnéticas (1902) - Patente USPTO n.º 0714834 - Aparato para señalización eléctrica selectiva (1902) - Patente USPTO n.º 0716134 - Método para determinar la dirección de las señales del telégrafo espacial (1902) - Patente USPTO n.º 0717467 - Método de distribución eléctrica (1902) - Patente USPTO n.º 0717509 - Método de transmisión de señales de telégrafo espacial (1902) - Patente USPTO n.º 0717510 - Método de transmisión de señales de telégrafo espacial (1902) - Patente USPTO n.º 0717511 - Método de ajuste de osciladores de cable vertical (1902) - Patente USPTO n.º 0717512 - Oscilador eléctrico sintonizado (1902) - Patente USPTO n.º 0717513 - Método de transmisión de señales de telégrafo espacial (1902) - Patente USPTO n.º 0717514 - Aparato para transmitir señales de telégrafo espacial (1902) - Patente USPTO n.º 0717515 - Método de distribución eléctrica (1902) - Patente USPTO n.º 0726476 - Distribución eléctrica y distribución selectiva - Patente USPTO n.º 0729103 - Método de distribución eléctrica y distribución selectiva - Patente USPTO n.º 0729104 - Aparatos y circuitos eléctricos para distribución eléctrica y distribución selectiva - Patente USPTO n.º 0767970 - Aparato para transmitir y recibir simultáneamente señales telegráficas espaciales (1904) - Patente USPTO n.º 0767971 - Dispositivo receptor de telégrafo inalámbrico (1904) - Patente USPTO n.º 0767972 - Método de recibir señales de telégrafo espacial (1904) - Patente USPTO n.º 0767973 - Método para aumentar la radiación efectiva de las ondas electromagnéticas (1904) - Patente USPTO n.º 0767974 - Aparato para aumentar la radiación efectiva de las ondas electromagnéticas (1904) - Patente USPTO n.º 0767975 - Telegrafía espacial (1904) - Patente USPTO n.º 0767976 - Telegrafía espacial (1904) - Patente USPTO n.º 0767977 - Telegrafía espacial (1904) - Patente USPTO n.º 0767978 - Telegrafía espacial (1904) - Patente USPTO n.º 0767979 - Telegrafía espacial (1904) - Patente USPTO n.º 0767980 - Telegrafía espacial (1904) - Patente USPTO n.º 0767981 - Telegrafía espacial (1904) - Patente USPTO n.º 0767982 - Telegrafía espacial (1904) - Patente USPTO n.º 0767983 - Telegrafía espacial (1904) - Patente USPTO n.º 0767984 - Telegrafía espacial (1904) - Patente USPTO n.º 0767985 - Telegrafía espacial (1904) - Patente USPTO n.º 0767986 - Telegrafía espacial (1904) - Patente USPTO n.º 0767987 - Telegrafía espacial (1904) - Patente USPTO n.º 0767988 - Telegrafía espacial (1904) - Patente USPTO n.º 0767989 - Telegrafía espacial (1904) - Patente USPTO n.º 0767990 - Telegrafía espacial (1904) - Patente USPTO n.º 0767991 - Telegrafía espacial (1904) - Patente USPTO n.º 0767992 - Telegrafía espacial (1904) - Patente USPTO n.º 0767993 - Telegrafía espacial (1904) - Patente USPTO n.º 0767994 - Telegrafía espacial (1904) - Patente USPTO n.º 0767995 - Telegrafía espacial (1904) - Patente USPTO n.º 0767996 - Telegrafía espacial (1904) - Patente USPTO n.º 0767997 - Telegrafía espacial (1904) - Patente USPTO n.º 0767998 - Telegrafía espacial (1904) - Patente USPTO n.º 0767999 - Telegrafía espacial (1904) - Patente USPTO n.º 0768000 - Telegrafía espacial (1904) - Patente USPTO n.º 0768001 - Telegrafía espacial (1904) - Patente USPTO n.º 0768002 - Telegrafía espacial (1904) - Patente USPTO n.º 0768003 - Telegrafía espacial (1904) - Patente USPTO n.º 0768004 - Telegrafía espacial (1904) - Patente USPTO n.º 0768005 - Telegrafía espacial (1904) - Patente USPTO n.º 0802417 - Telegrafía espacial (1905) - Patente USPTO n.º 0802418 - Telegrafía espacial (1905) - Patente USPTO n.º 0802419 - Telegrafía espacial (1905) - Patente USPTO n.º 0802420 - Telegrafía espacial (1905) - Patente USPTO n.º 0802421 - Telegrafía espacial (1905) - Patente USPTO n.º 0802422 - Telegrafía espacial (1905) - Patente USPTO n.º 0802423 - Telegrafía espacial (1905) - Patente USPTO n.º 0802424 - Telegrafía espacial (1905) - Patente USPTO n.º 0802425 - Telegrafía espacial (1905) - Patente USPTO n.º 0802426 - Telegrafía espacial (1905) - Patente USPTO n.º 0802427 - Telegrafía espacial (1905) - Patente USPTO n.º 0802428 - Telegrafía espacial (1905) - Patente USPTO n.º 0802429 - Telegrafía espacial (1905) - Patente USPTO n.º 0802430 - Telegrafía espacial (1905) - Patente USPTO n.º 0802431 - Telegrafía espacial (1905) - Patente USPTO n.º 0802432 - Telegrafía espacial (1905) - Patente USPTO n.º 0884106 - Telegrafía espacial (1908) - Patente USPTO n.º 0884107 - Telegrafía espacial (1908) - Patente USPTO n.º 0884108 - Telegrafía espacial (1908) - Patente USPTO n.º 0884109 - Telegrafía espacial (1908) - Patente USPTO n.º 0884110 - Telegrafía espacial (1908) - Patente USPTO n.º 1565521 - sistema de comunicación secreto (1925) - Patente USPTO n.º 1605010 - sistema de señalización (1926) - Patente USPTO n.º 1683739 - array de antenas directivas (1928) - Patente USPTO n.º 1789419 - sistema de recepción de radio (1931) - Patente USPTO n.º 1954898 - sistema de recepción de radio (1934) - Patente USPTO n.º 2023556 - Sistema de comunicación de frecuencia selectiva (1935) - Patente USPTO n.º 2026712 - Oscilador compuesto para onda electromagnética (1936) |